# 루이즈 브룩스
루이즈 브룩스(Louise Brooks, 1906년 11월 14일 ~ 1985년 8월 8일)는 미국의 배우, 댄서이다. 플래퍼 세대의 대표적 인물이자, 보브컷을 유행시키기도 했다. 대표작은 《판도라의 상자》, 《버림받은 자의 일기》, 《미스 유럽》이다.

## 출연 작품
- 판도라의 상자 (1929)
- 버림받은 자의 일기 (1929)
- 삶의 구걸 (1928)
- 어 걸 인 에브리 포트 (1928)